# 基娅拉·卡伊内罗
基娅拉·卡伊内罗（義大利語：Chiara Cainero，1978年3月28日—），生于乌迪内，意大利女子射击运动员。她曾参加2004年、2008年、2012年和2016年四届奥运，其中在2008年北京奥运获得金牌，2016年里约奥运获得银牌。